# Pougne-Hérisson
Pougne-Hérisson là một xã trong tỉnh Deux-Sèvres trong vùng Nouvelle-Aquitaine ở phía tây nước Pháp. Xã này nằm ở khu vực có độ cao trung bình 220 mét trên mực nước biển.